# Estádio Nacional de Cabo Verde
Estádio Nacional de Cabo Verde – wielofunkcyjny stadion w Praii, w Republice Zielonego Przylądka. Swoje mecze rozgrywa na nim reprezentacja Republiki Zielonego Przylądka w piłce nożnej. Został otwarty w 2014 roku i posiada 15 000 miejsc siedzących.